# Mercado Santana (Leiria)
O Mercado de Santana, Mercado de Sant'Ana ou Mercado de Leiria, é um edifício localizado no centro da cidade de Leiria (N39.743181 W8.807688), Portugal. Tendo sido criado para albergar o Mercado Municipal, desde 2002 é utilizado como centro cultural.
O Mercado de Santana encontra-se classificado como Monumento de Interesse Público desde 2011.

## História / Características
O edifício foi projectado por Ernesto Korrodi e construído em 1929. O edifício iria servir de mercado municipal, até aí instalado na Praça Rodrigues Lobo.
Foi nesse local (juntamente com a Fonte Luminosa e o edifício do ex-Banco Nacional Ultramarino, também este da autoria de Ernesto Korrodi) que existiu a Igreja e Convento de Santana, que acabaram por ser demolidos em 1916. Destes apenas restam portais que foram trasladados e incorporados na Casa do Guarda do castelo de Leiria.
O espaço depois de sofrer obras de recuperação hoje é centro cultural, com um palco instalado no extremo sul do edifício. Na ala oeste do edifício também se encontra instalado o Teatro Miguel Franco, com lotação para mais de 200 lugares.

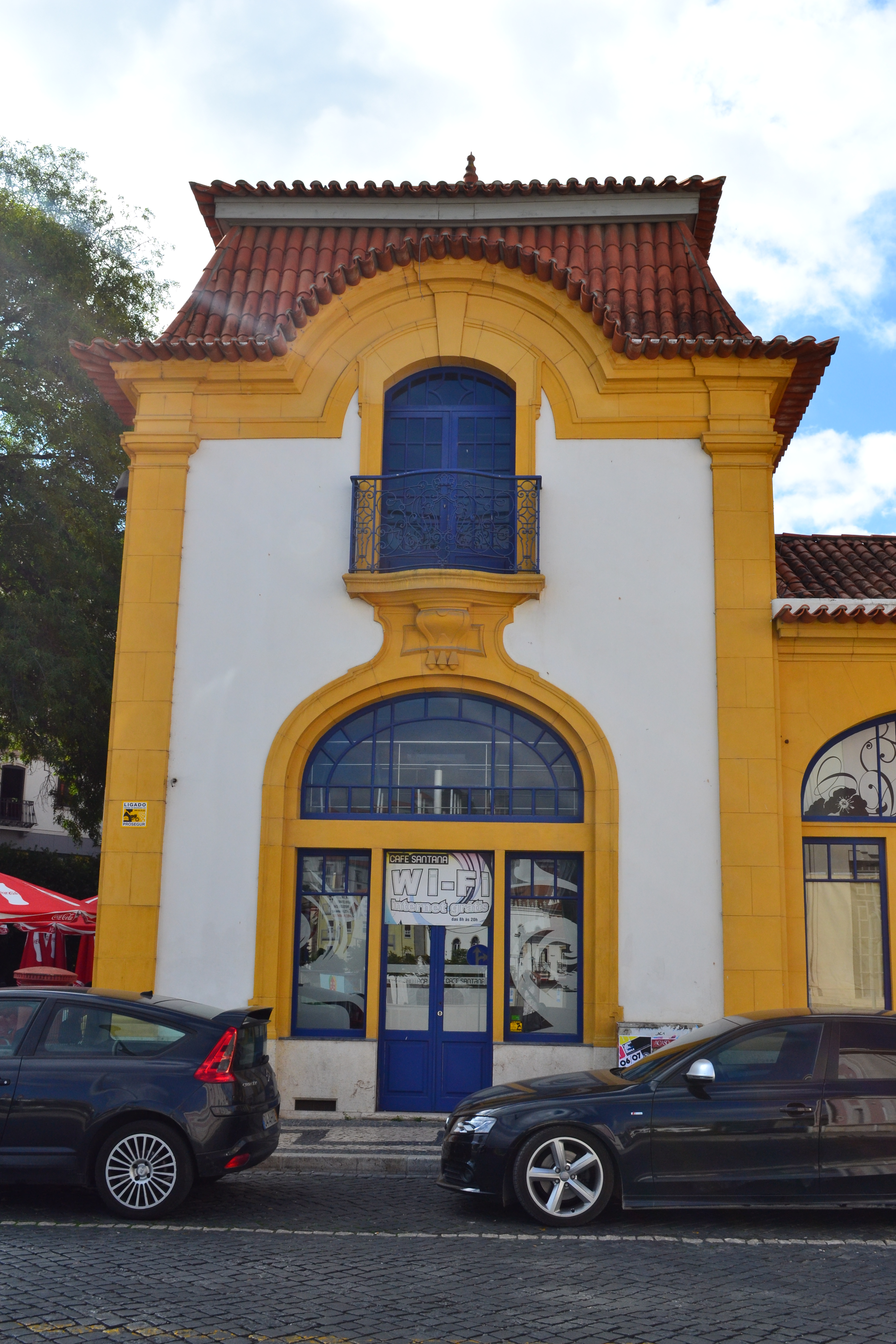
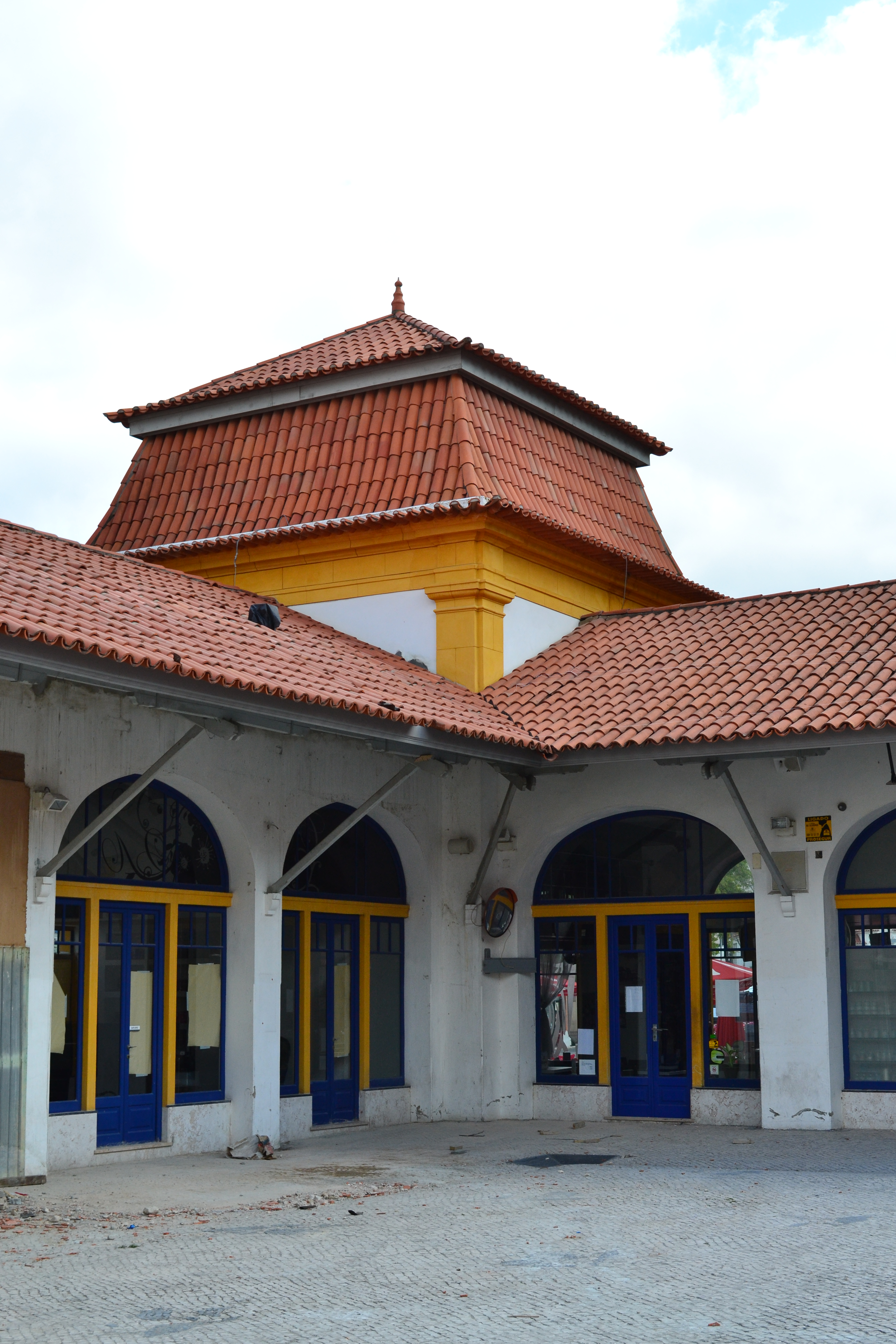
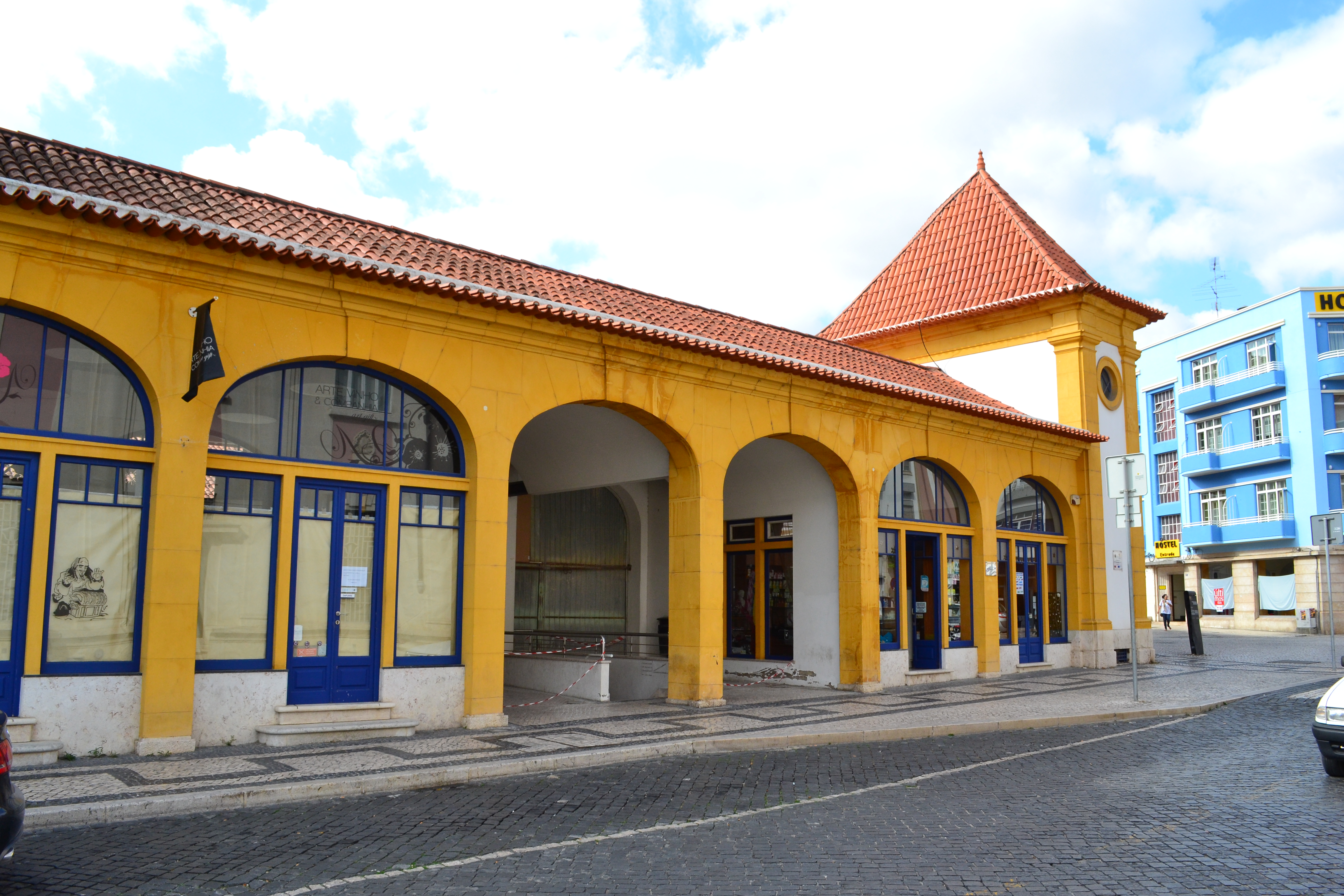